# Vitis girdiana
Espèce
Classification APG III (2009)
Vitis girdiana est une espèce de plante appartenant à la famille des Vitaceae.